# Cliffordova algebra
Cliffordova algebra oziroma Cliffordove algebre so vrsta asociativnih algeber. Lahko jih obravnavamo kot posplošitev kompleksnih števil in kvaternionov. Cliffordova algebra ni samo ena, ampak jih je veliko, kar je odvisno od izbire števila razsežnosti prostora algebre. Za prostor algebre, ki ima razsežnost {\displaystyle n\,} moramo imeti {\displaystyle n\,} neodvisnih najpogosteje ortogonalnih  enotskih baznih vektorjev. Realna števila, kompleksna števila in kvaternioni tvorijo podalgebre Cliffordove algebre. 
Imenuje se po angleškem matematiku in filozofu Williamu Klingdonu Cliffordu (1845 – 1879), ki je prvi opisal te vrste algebre v letu 1876. Hotel je posplošiti kvaternione višjih razsežnosti. 
Realna števila so podalgebra Cliffordove algebre, prav tako  tudi vektorska algebra,  kompleksna števila in kvaternioni  tvorijo podalgebro Cliffordove algebre .
Cliffordova algebra je pomembna v teoriji kvadratnih form in ortogonalnih transformacij. Pomembna je tudi v fiziki.
Osnova Cliffordovi algebri je produkt dveh vektorjev, ki je sestavljen iz dveh delov: skalarnega in bivektorskega dela. Skalarni del je 

## Značilnosti
Naj bo {\displaystyle V\,} vektorski prostor nad obsegom {\displaystyle K\,} in naj bo {\displaystyle Q:V\to K\,} kvadratna forma nad {\displaystyle V\,}. V večini primerov je obseg {\displaystyle K\,} enak  {\displaystyle R\,} ali {\displaystyle C\,} ali končni obseg.
Cliffordova algebra Cℓ(V,Q) je unitarna asociativna algebra nad K skupaj z linearno preslikavo i : V → Cℓ(V,Q), ki zadošča 
i(v)2 za vse v ∈ V določenimi z univerzalno lastnostjo: 
za dano asociativno algebro A nad obsegom K in vsako linearno preslikavo j : V → A velja
j(v)2 = Q(v)1A za vse v ∈ V,
kjer 
- 1A pomeni multiplikativni nevtralni element za A

Oznaka {\displaystyle Cl_{p,q}(R)\,} pomeni Cliffordovo algebro nad realnimi števili, kjer p pomeni število elementov baze z {\displaystyle e_{i}^{2}=+1\,} (število baznih vektorjev, ki imajo pozitivne kvadrate) ter q {\displaystyle e_{i}^{2}=-1\,} (število baznih vektorjev, ki imajo negativne kvadrate), oznaka R pomeni, da imamo Cliffordovo algebro nad realnimi števili. Cliffordovo algebro
Cℓ(V,Q) lahko potem definiramo kot algebro kvocientov
Cℓ(V,Q) = T(V)/IQ.
Produkt kolobarjev, ki je značilnost tega kvocienta, se imenuje Cliffordov produkt in ga na ta način razlikujemo od skalarnega in vektorskega produkta.
Zgledi:
- {\displaystyle Cl_{0,1}(R)\,} pomeni običajna kompleksna števila
- {\displaystyle Cl_{1,0}(R)\,} pomeni hiperbolična števila
- {\displaystyle Cl_{0,2}(R)\,} pomeni kvaternione
- {\displaystyle Cl_{0,3}(R)\,} Cliffordove bikvaternione
- {\displaystyle Cl_{1,1}(R)\approx Cl_{2,0}(R)\,} kokvaternione (to je naravna algebra 2-razsežnega prostora)
- {\displaystyle Cl_{3,0}(R)\,} naravna algebra 3-razsežnega prostora
- {\displaystyle Cl_{1,3}(R)\,} algebra prostor-časa

Cliffordova algebra, kot smo jo opisali, vedno obstaja. Lahko jo kreiramo na naslednji način: Najprej določimo splošno algebro, ki vsebuje V, to se pravi  tenzorsko algebro, ki jo označimo s T(V). Potem še uveljavimo osnovno identiteto s prevzemom primernega kvocienta. V našem primeru uporabimo dvostranski ideal IQ.

## Baza in razsežnost
Kadar je razsežnost prostora V enaka n in je  {e1, ....,en} baza prostora V, potem je množica 
{\displaystyle \{e_{i_{1}}e_{i_{2}}\cdots e_{i_{k}}\mid 1\leq i_{1}<i_{2}<\cdots <i_{k}\leq n{\mbox{ in }}0\leq k\leq n\}}
baza Cℓ(V,Q)
prazen produkt (k = 0) je definiran kot multiplikateven nevtralni element. Za vsako vrednost k lahko izberemo n baznih elementov tako, da je razsežnost Cliffordove algebre enaka 
{\displaystyle \dim C\ell (V,Q)=\sum _{k=0}^{n}{\begin{pmatrix}n\\k\end{pmatrix}}=2^{n}}
kjer dim pomeni razsežnost (glej razsežnost).
Ker pa V vsebuje tudi kvadratno formo, obstajaja posebna baza za V. Ta je ortogonalna. Za ortogonalno bazo pa velja, da je 
{\displaystyle \langle e_{i},e_{j}\rangle =0\qquad i\neq j\,}.
kjer je  ⟨·,·⟩ simetrična bilinearna forma povezana s Q. Iz osnovne Cliffordove identitete sledi, da za ortogonalno bazo velja  
{\displaystyle e_{i}e_{j}=-e_{j}e_{i}\qquad i\neq j\,}.
To pa, da je delo z vektorji ortogonalne baze precej enostavno. 

## Zgledi: realna in kompleksna Cliffordova algebra
Najpomembnejše Cliffordove algebre so tiste nad realnimi in kompleksnimi vektorskimi prostori, ki vsebujejo tudi nedegenerirane kvadratne forme.
Iz tega sledi, da je vsaka algebra Cℓp,q(R) in Cℓn(C) izomorfna z A ali z A⊕A, kjer je A kolobar matrik z elementi iz R ali C ali H.
Oznaka ⊕ pomeni direktno vsoto.

### Realna števila
Vsaka nedegenerirana kvadratna forma nad končno razsežnim vektorskim prostorom je ekvivalentna z običajno diagonalno formo
{\displaystyle Q(v)=v_{1}^{2}+\cdots +v_{p}^{2}-v_{p+1}^{2}-\cdots -v_{p+q}^{2}\,}
kjer je  {\displaystyle n=p+q}  razsežnost vektorskega prostora. Par celih števil (p, q) se imenuje signatura kvadratne forme. Realni  vektorski prostor s kvadratnimi formami pogosto označujemo z Rp,q. Cliffordovo algebro nad  prostorom Rp,q označujemo s 
Cℓp,q(R) 
Oznaka
Cℓn(R)
lahko pomeni
Cℓn,0(R) 
ali pa 
Cℓ0,n(R).
Standardno ortonormalno bazo {ei} za Rp, q sestavlja n = p + q medsebojno pravokotnih vektorjev. Med njimi je p takšnih, ki imajo normo enako +1, q pa je takšnih, ki imajo normo enako -1. 
Cliffordova algebra z oznako Cℓ0, 0(R) je izomorfna z R. V njej ni neničelnih vektorjev.  Algebra Cℓ0, 1(R) je dvorazsežna algebra, ki jo generira samo eden vektor e1, ki ima kvadrat enak -1 in je tako izomorfen s C. Naslednja je algebra Cℓ0, 3(R), ki je 8-razsežna algebra,  izomorfna z direktno vsoto H ⊕ H, kar imenujemo razcepljeni bikvaternioni.

### Kompleksna števila
Cliffordovo algebro lahko proučujemo tudi v kompleksnih vektorskih prostorih.
Vsaka nedegenerirana kvadratna forma kompleksnih vektorskih prostorih je enakovredna standardni diagonalni formi
{\displaystyle Q(z)=z_{1}^{2}+z_{2}^{2}+\cdots +z_{n}^{2}}
kjer je n = dim V. Tako je samo ena nedegenerirana Cliffordova algebra za vsako razsežnost n. Cliffordovo algebro nad  Cn označujemo s Cℓn(C). 
Nekaj osnovnih zgledov je:
Cℓ0(C) ≅ C, kompleksna števila
Cℓ1(C) ≅ C ⊕ C imenujemo bikompleksna števila
Cℓ2(C) ≅ M2(C)
kjer  
- Mn(C) pomeni algebro  n×n matrik nad C.
- oznaka {\displaystyle \cong \,} pomeni skladnost
- oznaka ⊕ pa pomeni direktno vsoto

## Kontrukcija kvaternionov
Kvaternione lahko konstruiramo kot parno podalgebro Cliffordove algebre Cℓ0,3(R).
Naj bo vektorski prostor V realni trirazsežni prostor R3. Kvadratno formo Q lahko dobimo iz običajne Evklidske metrike. Za v, w v R3 imamo kvadratno formo ali skalarni produkt kot 
{\displaystyle \mathbf {v} \cdot \mathbf {w} =v_{1}w_{1}+v_{2}w_{2}+v_{3}w_{3}}.
Če vpeljemo Cliffordov produkt vektorjev vin w, dobimo 
{\displaystyle \mathbf {v} \mathbf {w} +\mathbf {w} \mathbf {v} =-2(\mathbf {v} \cdot \mathbf {w} )\!}.
Povezava s kvaternioni se z lahkoto pokaže.
Označimo množico ortogonalnih vektorjev v R3 kot   e1 e2 in e3. Cliffordov produkt nam na ta način da
{\displaystyle \mathbf {e} _{2}\mathbf {e} _{3}=-\mathbf {e} _{3}\mathbf {e} _{2},\,\,\,\mathbf {e} _{3}\mathbf {e} _{1}=-\mathbf {e} _{1}\mathbf {e} _{3},\,\,\,\mathbf {e} _{1}\mathbf {e} _{2}=-\mathbf {e} _{2}\mathbf {e} _{1},\!}
in
{\displaystyle \mathbf {e} _{1}^{2}=\mathbf {e} _{2}^{2}=\mathbf {e} _{3}^{2}=-1\!}.
Splošni element Cliffordove algebre Cℓ0,3(R) je dan z
{\displaystyle A=a_{0}+a_{1}\mathbf {e} _{1}+a_{2}\mathbf {e} _{2}+a_{3}\mathbf {e} _{3}+a_{4}\mathbf {e} _{2}\mathbf {e} _{3}+a_{5}\mathbf {e} _{3}\mathbf {e} _{1}+a_{6}\mathbf {e} _{1}\mathbf {e} _{2}+a_{7}\mathbf {e} _{1}\mathbf {e} _{2}\mathbf {e} _{3}.\!}
Bazni vektorji so enakovredni kvaternionskim enotam  i, j in k z naslednjimi zvezami
{\displaystyle i=\mathbf {e} _{2}\mathbf {e} _{3},j=\mathbf {e} _{3}\mathbf {e} _{1},k=\mathbf {e} _{1}\mathbf {e} _{2},}
To pa tudi kaže, da je parna podalgebra Cℓ0,3(R) realna kvaternionska algebra. To se vidi iz 
{\displaystyle i^{2}=(\mathbf {e} _{2}\mathbf {e} _{3})^{2}=\mathbf {e} _{2}\mathbf {e} _{3}\mathbf {e} _{2}\mathbf {e} _{3}=-\mathbf {e} _{2}\mathbf {e} _{2}\mathbf {e} _{3}\mathbf {e} _{3}=-1,\!}
in
{\displaystyle ij=\mathbf {e} _{2}\mathbf {e} _{3}\mathbf {e} _{3}\mathbf {e} _{1}=-\mathbf {e} _{2}\mathbf {e} _{1}=\mathbf {e} _{1}\mathbf {e} _{2}=k.\!}
in tudi
{\displaystyle ijk=\mathbf {e} _{2}\mathbf {e} _{3}\mathbf {e} _{3}\mathbf {e} _{1}\mathbf {e} _{1}\mathbf {e} _{2}=-1.\!}

## Konstrukcija  dualnih kvaternionov
Dualne kvaternione konstruiramo kot parno Cliffordovo algebro v realnem štirirazsežnem prostoru z degenerirano kvadratno formo . 
Naj bo vektorski prostor realni štiri razsežni prostor R4 in naj bo kvadratna forma Q degenerirana forma iz Evklidske metrike nad R3. Za v in w v R4 vpeljimo degenerirano bilinearno formo
{\displaystyle d(\mathbf {v} ,\mathbf {w} )=v_{1}w_{1}+v_{2}w_{2}+v_{3}w_{3}}.
Ta degenerirani skalarni produkt projicira razdalje iz R4 na hiperravnino R3.
Cliffordov produkt vektorjev v in w je dan z 
{\displaystyle \mathbf {v} \mathbf {w} +\mathbf {w} \mathbf {v} =-2\,d(\mathbf {v} ,\mathbf {w} )\!}.
Negativni predznak je dodan samo zaradi skladnosti s kvaternioni.
Označimo skupino ortogonalnih enotskih vektorjev v R4 z 'R4 kot e1, e2,  e3 in e4 potem Cliffordov produkt dobi zvezo
{\displaystyle \mathbf {e} _{m}\mathbf {e} _{n}=-\mathbf {e} _{n}\mathbf {e} _{m},\,\,\,m\neq n,\!}
in
{\displaystyle \mathbf {e} _{1}^{2}=\mathbf {e} _{2}^{2}=\mathbf {e} _{3}^{2}=-1,\,\,\mathbf {e} _{4}^{2}=0\!}.
Splošni element Cliffordove algebre Cℓ(R4, d) ima 16 komponent.
Linearna kombinacija elementov s parnim rangom definirajo parno podalgebro s splošnim elementom
{\displaystyle H=h_{0}+h_{1}\mathbf {e} _{2}\mathbf {e} _{3}+h_{2}\mathbf {e} _{3}\mathbf {e} _{1}+h_{3}\mathbf {e} _{1}\mathbf {e} _{2}+h_{4}\mathbf {e} _{4}\mathbf {e} _{1}+h_{5}\mathbf {e} _{4}\mathbf {e} _{2}+h_{6}\mathbf {e} _{4}\mathbf {e} _{3}+h_{7}\mathbf {e} _{1}\mathbf {e} _{2}\mathbf {e} _{3}\mathbf {e} _{4}.\!}.
Elemente baze lahko enačimo s kvaternionskimi enotskimi vektorji i, j in k ter dualno enoto ε z
{\displaystyle i=\mathbf {e} _{2}\mathbf {e} _{3},j=\mathbf {e} _{3}\mathbf {e} _{1},k=\mathbf {e} _{1}\mathbf {e} _{2},\,\,\varepsilon =\mathbf {e} _{1}\mathbf {e} _{2}\mathbf {e} _{3}\mathbf {e} _{4}.\!}.
To omogoča povezavo med Cℓ00,3,1(R) z algebro dualnih kvaternionov.
Iz tega sledi, da je 
{\displaystyle \varepsilon ^{2}=(\mathbf {e} _{1}\mathbf {e} _{2}\mathbf {e} _{3}\mathbf {e} _{4})^{2}=\mathbf {e} _{1}\mathbf {e} _{2}\mathbf {e} _{3}\mathbf {e} _{4}\mathbf {e} _{1}\mathbf {e} _{2}\mathbf {e} _{3}\mathbf {e} _{4}=-\mathbf {e} _{1}\mathbf {e} _{2}\mathbf {e} _{3}(\mathbf {e} _{4}\mathbf {e} _{4})\mathbf {e} _{1}\mathbf {e} _{2}\mathbf {e} _{3}=0,\!}
in
{\displaystyle \varepsilon i=(\mathbf {e} _{1}\mathbf {e} _{2}\mathbf {e} _{3}\mathbf {e} _{4})\mathbf {e} _{2}\mathbf {e} _{3}=\mathbf {e} _{1}\mathbf {e} _{2}\mathbf {e} _{3}\mathbf {e} _{4}\mathbf {e} _{2}\mathbf {e} _{3}=\mathbf {e} _{2}\mathbf {e} _{3}(\mathbf {e} _{1}\mathbf {e} _{2}\mathbf {e} _{3}\mathbf {e} _{4})=i\varepsilon \!}.

## Cliffordova in geometrijska algebra
Med najpomembnejšimi Cliffordovimi algebrami so tiste nad realnimi in kompleksnimi vektorskimi prostori na osnovi nedegeneriranih kvadratnih form. Geometrijska razlaga neizrojenih (nedegeneriranih) realnih Cliffordovih algeber se imenuje geometrijska algebra.